# Ove Høegh-Guldberg
 Der er flere personer med dette navn, se Ove Høegh-Guldberg (flertydig).
Ove Høegh-Guldberg (1. september 1731 i Horsens – 8. februar 1808 på Hald Hovedgård ved Viborg) var dansk statsmand, teolog og historiker. Han var bror til Christian Høegh og far til Christian, Frederik, Julius og Peder Høegh-Guldberg.

## Uddannelse og tidlig karriere i Sorø
Han var søn af Jørgen Pedersen Høg (1683-1751, gift 1. gang 1711 med Anne Michelsdatter, død 1722) og derefter med Helene Dorthea Ovesdatter Guldberg (ca. 1697-1742). Hans far, Jørgen Høg, var købmand, siden bedemand, i Horsens, hvor sønnen fødtes 1. september 1731. Moderen, Helene Dorthea Ovesdatter, født Guldberg, var præstedatter. Kårene i hjemmet var meget små, og Guldberg måtte som barn spise på omgang hos nogle velhavende borgere i Horsens. Det skyldtes hjælp af hans morbroder Dines Guldberg, præst i Gylling, at han blev sat i stand til at studere. Efter sin mor og morfar Ove Hansen Guldberg antog han allerede i skoletiden navnet Guldberg (efter Guldbjerg Sogn på Fyn, hvor både hans oldefar og tipoldefar på mødrene side var præster frem til 1672), medens han i 1777 blev adlet under navnet Høegh-Guldberg.
Men hans forhold som student (hvilket han blev 1749) var så fattige, at han måtte forlade København og ernære sig som huslærer i Jylland, samtidig med at han læste til teologisk embedseksamen på Københavns Universitet. Efter at han havde taget den (1754), påbegyndte han videnskabelige studier. Han må have tildraget sig opmærksomhed som en lovende ung videnskabsmand. I det mindste blev han 1761 ansat som professor eloqventiæ (professor i veltalenhed/retorik) ved Sorø Akademi. Hans videnskabelige interesser var og vedblev hele hans liv igennem at være overvejende teologiske og historiske. Det var et vidnesbyrd om hans kærlighed til den klassiske oldtids historie, at han i disse år udgav en oversættelse af Plinius den yngres Lovtale til Trajan med en indledning om den romerske statsforfatning (1763). Når han 1761 offentliggjorde Tanker om Milton og den saakaldte religiøse Poesi, viste det, at han med sine historisk-teologiske interesser forbandt en vis æstetisk sans. Denne fandt også et udtryk deri, at han var medstifter af Selskabet til de skjønne Videnskabers Fremme, og han vandt præmien for besvarelsen af en prisopgave, dette selskab udsatte, nemlig Svar paa det Spørgsmål, hvilken Indflydelse det har i de skjønne Videnskaber, naar oplyste Folk stræbe at overgaa Hinanden (udkommet 1761).

## Lærer for Arveprins Frederik
I 1764 forlod Guldberg Sorø Akademi, da han blev kaldet til lærer for Arveprins Frederik; en stilling, han senere afløste med at blive kabinetssekretær hos prinsen (1771). Som lærebøger til brug for arveprinsen skrev Guldberg bl.a. Den naturlige Religion som en Indledning til den Aabenbarede (1765). Hans fornemme elev var imidlertid for ubegavet til, at hans undervisning kunne bære rige frugter; men han brugte ved siden af sin tid til omfattende studier. For en del har han nedlagt udbyttet deraf i sit betydeligste videnskabelige arbejde: Verdens Historie, der udkom i 3 bind (1768-72). Uheldigvis blev dette værk kun et fragment, der som en følge af den påfaldende vidtløftighed, hvormed forfatteren behandlede de ældste tiders og jødernes historie, ikke nåede længere ned i tiden end til den peloponnesiske krigs slutning. Nu har dette skrift kun litteraturhistorisk interesse; det er, som det naturlig måtte være, i kritisk henseende meget svagt, uden noget sikkert princip for kritikken, og forfatterens religiøse ortodoksi er drevet til yderligheder; men det vidner om en betydelig læsning, og det står højt, hvad fremstillingen angår. Der er både liv og kraft der i, på sine steder virkelig åndrighed. Samtidig holdt Guldberg sig ikke borte fra den drøftelse af forskellige økonomiske og finansielle spørgsmål, som trykkefriheden fremkaldte. Han skrev dels under pseudonymet "Philodanus", dels anonymt et flyveskrift: Azan eller den for Gield udfriede Fyrste (1771), der nærmest kan læses som en beskrivelse af Guldbergs idealstat. Hovedstaden i den fiktive stat Cappadocien har herskeren inddelt i 12 kvarterer, for hvert kvarter er der en overopsynsmand, og i hvert kvarter er der en opsynsmand for hver snes huse. Disse opsynsmænd skal holde øje med beboerne og sørge for at de opfører sig korrekt, helt ned til de mindste detaljer, såsom at de forvalter deres formue ordentlig, opdrager deres børn godt, at ingen unge piger bliver forført. Det viser, at Guldbergs politiske tanker allerede tidligt var strengt autoritære og konservative, og at staten skulle have en rolle at spille i alt hvad borgeren foretog sig. På den anden side skulle disse opsynsmænd også sørge for at gamle, svagelige og forældreløse børn ikke blev forsømt, og at de blev understøttet. Denne form for statslig understøttelse blev ikke normalt anset for at være statens rolle i denne periode i historien.
Guldbergs senere virksomhed som statsmand giver flere udtalelser af ham i disse småskrifter interesse; men han fandt en alvorlig kritiker i Christian Martfelt, der blandt andet udtalte om ham, at han ikke havde sagt "andet end det, enhver god Borger bør vide, som ikke vil passere for rent Fremmed i landets Økonomi og Kommerce".

## Opposition til Struensees regime
Guldberg var en konservativ natur og samtidig meget dansksindet, hvilket naturligt gjorde ham til en arg modstander af Johann Friedrich Struensee og dennes reformer. Struensee, der ved sit embede som kong Christian VII's livlæge og ved sin bejlen til dronning Caroline Mathilde gradvist havde tilranet sig magten, var tyskfødt og europæisk, ikke nationalt orienteret. Der havde således udviklet sig en nationalistisk opposition mod ham. Struensees styre var kulminationen på mange års tysk indflydelse ved hoffet, og hans regime gav stødet til dannelsen af en gryende dansk national identitet..
Struensee havde, efter at have overtaget kontrollen med kongen og især med hans underskrift, frit spil til at reformere det danske samfund efter sin egen fortolkning af oplysningstidens idéer. En del af disse reformer involverede blandt andet at indføre embedsmænd fra Tyskland. Struensee gik frem for alt efter at ansætte embedsmænd, der var kvalificerede til de poster de skulle bestride, og langt de fleste veluddannede embedsmænd kom fra Tyskland. En tradition, der i øvrigt ikke var startet med Struensee, men havde været en del af magtspillet siden enevældens indførelse i Danmark, hvor kongen havde tilgodeset tyske adelige på bekostning af de danske.
Guldberg deltog under det nævnte pseudonym "Philodanus" i den skriftlige debat, der opstod som følge af den trykkefrihed, som Struensee indførte. Hans væsentligste bidrag til denne anonyme trykkefrihedstidslitteratur er modskrifterne mod forfatteren "Philopatreias" (Jakob Christian Bies) skrifter. Philopatreias havde først og fremmest agiteret for, at lønningerne til de ansatte i kirken skulle sættes ned, men skriftet var i det hele taget fyldt med personlige anslag og ugrundede beskyldninger. Herimod udgav Guldberg skriftet Undersøgelse, af Philopatreiases Anmærkninger. 1ste-2det Hefte (hhv 1770 og 1771) der sagligt gennemgik Philopatreias' indvendinger og afviste dem.
Modsætningen imellem Guldbergs og Struensees livsanskuelse og grundsætninger var så stor som vel tænkeligt; han mente, som han personlig har udtrykt det, at "Fædrelandet, rystet ved Struensees rasende Parti, hvert Øjeblik truedes med Undergang", og hans forbitrelse æggedes kun mere ved de krænkelser, som arveprinsen og dennes moder, enkedronning Juliane Marie, var udsat for. Guldberg mente derfor fuldt ud at gøre sin pligt, da han deltog i sammensværgelsen imod Struensee. Ved kuppet mod Struensee 17. januar 1772 spillede Guldberg en central rolle som den, der formidlede kontakten mellem enkedronningen og kuppets ledere. Han var også med til idømme Struensee og grev Enevold Brandt de straffe, som selv i samtiden blev anset som værende unødvendigt blodige.

## Høegh-Guldberg ved magten 1772-1784
Efter Struensees fald kom Guldberg til at spille sin vigtige rolle i den regering, der efter ham har fået navn af den guldbergske periode. Forordningen af 13. februar 1772 havde skullet gøre ende på kabinetsregering efter struenseesk mønster og tilsyneladende lagt magten i Gehejmestatsrådets hænder. Høegh-Guldberg selv fik ikke sæde i dette, men fortsatte i stillingen som kabinetssekretær for arveprinsen. De forfremmelser, der i den følgende tid blev ham til del, var vel i og for sig hurtige og store, men dog langsomme i sammenligning med, hvad Struensees karriere havde været. 11. oktober 1774 udnævntes han til gehejmekabinetssekretær hos kongen, 14. maj 1776 blev han stats- og gehejmekabinetssekretær, han fik Dannebrogordenen 29. januar 1776, blev adlet 11. oktober 1777 (fra 1773 at regne) med navnet Høegh-Guldberg, opnåede 22. november 1780 titel af gehejmeråd og fik ni dage efter (1. december) titel af gehejmestatsminister. Endelig blev han virkelig gehejmestatsminister og medlem af Gehejmekonseillet 6. april 1784; men allerede otte dage efter afskedigedes han ved regeringsforandringen 14. april 1784. Ved siden deraf var han blevet assessor i Skatkammeret 3. juni 1773, medlem af Overbankdirektionen og Den ekstraordinære finanskommission (13. april 1782) samt af den vedvarende direktion for Sorø Akademi (9. oktober 1782). Endelig havde han sæde i kommissionen for skolevæsenets omordning og i en kommission til "bedre Indretning af de kongelige Skuespil".
Denne opregning af hans forskellige stillinger og værdigheder viser, at det ikke var mere end otte dage før hans afskedigelse, at han fik sæde i statsrådet; men alverden havde fra først af vidst, at han udøvede en overordentlig indflydelse over dem, der under Christian VII's tiltagende sindssyge kunne kaldes statens virkelige regenter, arveprinsen og enkedronning Juliane Marie. Ove Høegh-Guldberg blev, efter kuppet mod Struensee, stats- og gehejmekabinetssekretær og fik stadig mere magt, fordi han selv afgjorde sagerne uden om statsrådet.
Samtidig bør man dog ikke tro, at Guldberg havde den totale magt over regeringen, for han har i sine breve talt om forholdsregler, han gerne havde villet sætte igennem, uden at det var lykkedes ham. Det var Andreas Peter Bernstorff, der stod for den danske udenrigspolitik fra 1773 til 1780, og også Joachim Otto Schack-Rathlou havde i mere end én retning meget at sige. Heinrich Carl von Schimmelmann, om hvem en samtidig statsmand, grev Adolph Sigfried von der Osten, i året 1776 skrev, at han nu "var det store Hjul", havde indtil sin død 1782 den afgørende mening på det finansielle område, og Høegh-Guldberg følte selv, at der måtte tages stærkt hensyn til hans ønsker. Det ville derfor være meningsløst at sidestille Høegh-Guldbergs magt med den, som Struensee havde udøvet. Men det var dog fuldt berettiget, når man allerede snart efter dennes fald mente, at den, som det synes, ubegrænsede tillid, Høegh-Guldberg fandt hos enkedronning Juliane Marie og arveprinsen, i det hele og store gav ham mere indflydelse end nogen anden enkelt mand, og det var ved siden deraf umuligt at tage fejl af, at han spillede en vigtig rolle i de forskellige direktioner og kommissioner, hvori han havde sæde. Allerede 1773 omtalte grev von der Osten ham i et brev som den, der rådede for "Regn og Solskin", og Schimmelmann betegnede ham et par år senere som en mand, hvis venskab nødvendigvis måtte kultiveres; men han fik stedse større og større råderum. Han angav selv senere i et privatbrev, at han først fra september 1783 "indflød med fuldstændig Virksomhed", det vil sige blev enerådende på det finansielle og økonomiske område; men i andre retninger var han det allerede tidligere.

## Bernstorffs fald: Høegh-Guldbergs udenrigspolitik
Bernstorffs fald i november 1780 var et slående vidnesbyrd om Høegh-Guldbergs magt. På flere punkter var der store modsætninger imellem dem, blandt andet netop også, hvad den ydre politik angår. Hvor stor betydning Bernstorff end tillagde Ruslands venskab, holdt han dog tillige et godt forhold til England for nødvendigt. Høegh-Guldberg derimod mente i den grad at måtte anse Rusland for den vigtigste forbundsfælle, at han udtalte: "Danmark trænger ej til England". Medens Bernstorff derfor i året 1780 kun nødigt gik ind på en væbnet neutralitet i den form, som Rusland ville have, fordi venskabet med England let kunne bringes i fare derved, fandt Høegh-Guldberg intet betænkeligt derved, og han gav på denne tid endog bag Bernstorffs ryg den danske gesandt i Sankt Petersborg ordrer, der pegede i en anden retning end Bernstorffs instrukser. Føjer man dertil, at forholdet imellem de to statsmænd på denne tid var vanskeliggjort ved personlig uvilje, i det mindste fra Høegh-Guldbergs side, kan man være overbevist om, at Høegh-Guldberg greb lejligheden, da forholdet til Rusland gav en passende anledning til at afskedige Bernstorff. Bernstorff var nemlig også modstander af Høegh-Guldbergs politiske principper, idet at han mente at magten skulle ligge i kollegierne og ikke i et kabinetsstyre.
I hvilken grad Høegh-Guldberg derefter følte sig som den, der havde mest at sige på den store politiks område, viser den instruks, han 6. december 1780 udarbejdede for den nye udenrigsminister, grev Marcus Gerhard Rosencrone, og som fik kongens underskrift, efter at statsrådet havde tiltrådt den. Hovedpunktet i denne var, at Rusland ikke blot var "den bedste Bundsforvandt, thi den er for Sverige, vores Arvefjende, forskrækkelig», men at venskab med det gav staten en sådan sikkerhed, at den ikke trængte til nogen anden forbundsfælle. Når man brugte forstand og handlede snildeligen, havde man ej heller noget "at frygte for Ruslands Overvægt eller at skjælve for en Dependance [afhængighed, red.]". For øvrigt var Høegh-Guldbergs udenrigspolitik afgjort fredelig, også over for Sverige, som han dog troede altid ville bevare sit gamle fjendske sindelag imod Danmark. Han mente, at man én gang for alle måtte opgive tanken om at generobre de skånske provinser, og at det var bedst at afholde sig fra al indblanding i svenskernes indre sager. Heldigvis slap den dansk-norske stat for krig i Høegh-Guldbergs følgende styrelsesår, og Catharina den Store viste sig pålidelig, da den svenske konge Gustav III i året 1783 lagde planer om at overfalde Danmark; men det skulle dog snart blive klart, hvor lidt Høegh-Guldberg havde haft ret, når han opfattede Rusland som en mageløs støtte for Danmark.

## Kronprinsens statskup og Høegh-Guldbergs fald fra magten
Det friere råderum, Høegh-Guldberg havde fået efter A.P. Bernstorffs fald, viste sig snart ved forskellige forandringer, der fandt sted i sammensætningen af det høje embedspersonale, og samtidig voksede kabinetsregeringen ganske statsrådets indflydelse over hovedet. Høegh-Guldberg havde selv været med at styrte Struensee, fordi han havde styret staten ved vilkårlige kabinetsordrer; men dog blev han nu selv den, der regerede på en lignende måde. Derfor fik statsrådets myndighed slet ikke den plads, det efter forordningen af 13. februar 1772 skulle have haft. Misfornøjelsen derover var i stærk stigende, for det var de høje kollegier utåleligt at skulle rette sig blindt efter kabinettets ordrer, og publikum delte så meget mere denne misstemning, som kabinetsordrerne kunne antage påfaldende stødende, ja "glubske" former. Men Høegh-Guldberg synes ikke at have mærket dette misnøje, og tillige overså han den uvilje, han havde vakt imod sig hos den unge kronprins Frederik (VI).
Da kronprinsen 14. april 1784 skulle optages i statsrådet umiddelbart efter sin konfirmation, lod Høegh-Guldberg sig selv optage i rådet for at bevare magten sammen med arveprinsen og enkedronningen. Men kronprinsen havde i samarbejde med bl.a. A.P. Bernstorff planlagt et statskup på denne dag. Kronprinsen havde sikret sig kongens underskrift på en ordre, som afskedigede hele statsrådet. Dermed var Høegh-Guldbergs rolle i dansk politik udspillet.

## Stiftamtmand og godsejer
Høegh-Guldberg måtte nu som retrætestilling tage imod at blive stiftamtmand i Aarhus Stift og, hvad der var forbundet dermed, tillige amtmand over Havreballegård og Stjernholm Amter. Han virkede i disse stillinger, indtil han efter eget ønske fratrådte som amtmand 1. april 1795 og som stiftamtmand 22. december 1802. Imidlertid havde han i 1798 købt herregården Hald, hvor han levede sine sidste år, og hvor han døde 8. februar 1808. Alt tyder på, at han har taget sit fald som statsmand med megen resignation, han røgtede sit jyske embede med stor nidkærhed og dygtighed. I 1785 sørgede han blandt andet for, at Horsens havn blev renset op og forbedret, så den atter blev sejlbar.
Samtidig var han glad for i sin genvundne fritid at kunne genoptage sine tidligere studier eller, som han udtrykkede det, at genoprette gammelt venskab med muserne. Da han var en flittig brevskriver, førte han tillige en stadig brevveksling med forskellige mænd, og mange af hans breve fra disse år kaster et vigtigt lys både over hans synsmåder og over ham som personlighed.

## Høegh-Guldbergs politiske anskuelser
Der var noget helstøbt ved Høegh-Guldberg, for så vidt han hele livet igennem holdt fast ved visse grundanskuelser, der var bestemmende for hans opfattelse i alle retninger, i statsstyrelsen ikke mindre end i det daglige liv og i hans domme om andre mennesker. En af hans sønner har karakteriseret ham som "en Frembringning af Tidsaanden fra 1660", det vil sige enevældens indførelse i Danmark. Ganske sikkert var han langt mere det 17. end det 18. århundredes mand. Det dobbelte udgangspunkt, hvorfra Høegh-Guldberg i kraft heraf bedømte alt, var hans religiøse orthodoksi, der var uddybet til et inderligt trosliv, og dernæst en stor ærefrygt for enevælden, skærpet ved personlig hengivenhed for dronning Juliane Marie og arveprins Frederik. Hans royalisme kunne antage et i vore øjne smagløst præg, når han for eksempel den gang, da kronprinsesse Marie Sophie Frederikke første gang ventede sin nedkomst, skrev i breve til Johan Bülow om "det høje Foster" og "den høje Frugtsommelighed". Vi forbavses også over den styrke, med hvilken han i en tilegnelse til enkedronningen udtalte sin ærbødige beundring af hendes storhed; men der var kendelig alvor i hans royalistiske følelse, som han i bogstavelig forstand tog med sig i graven. Han påbød nemlig, at de breve, som han havde modtaget fra kongelige personer, skulle lægges under hans hoved i ligkisten, når han blev begravet. Den kongelige magt i dens største udstrækning som enevælde var ham derfor, som hans søn har udtrykt det, et fuldkomment "noli me tangere". Ingen dansk undersåt kunne efter hans mening tale om en rigsdag uden at begå majestætsforbrydelse. Denne ærefrygt drev ham også til at kræve, at der skulle tales om "de hedengangne Konger med Hede og Ømhed". Han var angst og bange for al kritik, selv af styrelse og regeringsgrundsætninger hos fortidens konger, hvorved navnlig ungdommen kunne bringes til at tvivle om, at den enevældige styrelse var den bedst mulige af alle forfatningsformer. Intet var derfor rimeligere, end at han, der efter Peter Frederik Suhms udtryk var "vant til Slaveri", forkastede den plan til en friere forfatningsform, som denne havde udarbejdet omtrent ved tiden for Struensees fald. Selv den i høj grad loyale Jacob Baden fik som redaktør af Kritisk Journal erindringer fra regeringen, det vil sige fra Høegh-Guldberg, om at være varsommere i sine udtryk om suveræniteten. Helt uden påvirkning af det 18. århundrede i politisk henseende var Høegh-Guldberg vel ikke blevet, for så vidt han ikke nærede den gamle orthodokse lutherske opfattelse af staterne og kongemagten som umiddelbart stiftede af Gud, og for så vidt han tillige havde den mening, at kongerne var til for folkets skyld. Derimod havde han helt ud det 17. århundredes absolutistiske statsidé i modsætning til det 18. århundredes fremhævelse af det hensyn, der skulle tages til de enkelte individers krav. Alt burde, det var Høegh-Guldbergs mening, afpasses efter det begreb, han gjorde sig om, hvad statens tarv fordrede. Dette i forbindelse med hans stærkt konservative ånd fremkaldte hans uvilje imod de store landboreformer. Han havde vistnok i tidligere tid set, at bøndernes kår i flere retninger burde forbedres, han udtalte senere, at hvis ikke finansielle hensyn havde gjort det umuligt, ville han have ydet bønderne forskellig hjælp for at forbedre deres økonomiske kår; men hans styrelsestid fremkaldte ingen anden reform end forordningen om fællesskabets ophævelse (23. april 1781), og den betegnede ved forordningen om hoveriet af 12. august 1773 et tilbageskridt i sammenligning med, hvad der var indført i Struensees tid. Efter Høegh-Guldbergs opfattelse var enhver stand kun til, for at staten kunne bruge den efter sit tarv. Bondestandens sag var det at gøre det "haarde og ensdanne Arbejde", og standsede det, kunne staten ikke bestå. Men hvorledes, mente han, skulle det kunne andet end standse, hvis bondestanden kunne røre sig frit? Den ville foretrække alt andet arbejde fremfor sit eget, og den ville søge bort fra de magre egne, der da kom til at ligge øde og folketomme. Hvorledes skulle proprietærerne, der måtte indestå staten for skatterne, kunne give afkald på bøndernes hoveri, og hvorledes skulle staten kunne få de soldater, den behøvede, når bønderne ikke var stavnsbundne? Selv om han fandt «Selvejerbønder ypperlige for Staten», tænkte han sig også dem vedblivende bundne ved stavnen. For den personlige friheds forædlende magt havde han intet øje. Al tale derom var efter hans mening tomme teorier, hverken «mere eller andet end, hvad Veddedøberne eller Anabaptisterne sagde og gjorde under Reformationens Begyndelse». Han fandt samme aand hos dem, der ville have bondens bånd løste, som hos dem, der ville have de bånd sønderrevne, fyrsterne havde om deres undersåtter.
ikke mindre stift ville han både på det økonomisk-finansielle område og, hvad opdragelse og undervisning angår, gennemføre et strengt regulerende, underlig snævert statsstandpunkt. Det var, som om der ingensteds måtte finde nogen fri rørelse eller udvikling sted, individerne kunne det kun tillades at bevæge sig inden for de skranker, som staten efter Høegh-Guldbergs opfattelse, kunne være tjent med. Stemmende dermed måtte da også grænserne trækkes for den undervisning, de forskellige samfundsklasser måtte få; tanken om, hvad der kunne give personligheden den bedste udvikling, kom i sammenligning dermed aldrig frem hos ham.
Som den gamle tids mand holdt Høegh-Guldberg selvfølgelig i det hele stærkt på det historisk nedarvede. Intet lå ham fjernere end tilbøjelighed til at lytte efter, hvad man i kraft af teorier eller abstrakte ræsonnementer ville indføre af nyt. Jo mere netop det 18. århundredes tilstand gik i den retning, desto mere følte han sig i skarp modsætning til den. Ingenlunde uden føje kunne han stemple det som dårskab, når man troede at kunne sætte et halvt hundrede "abstrakte, smukt vendte Sætninger i stedet for 2000 Aars lange, dyrekjøbte, ofte gjentagne Erfaringer", og han havde den fuldeste ret til at føle sig forarget ved det i lige grad overfladiske og frække fritænkeri, der bredte sig så stærkt; men han stod på den anden side med sin stive fastholden ved det gamle uden nogen forståelse af det berettigede, der var i mange af tidens fremskridtsbestræbelser. Havde allerede landboreformbevægelsen været ham en forargelse, så kan man tænke sig, hvad han dømte om den franske revolution. Han kunne ikke se spor af berettigelse i den, kun en kuldkastelse af alt, hvad der havde virkeligt værd; tanken om menneskerettighederne var for ham omtrent det samme som oprør imod Guds og statens love. Alt, hvad der i tidens stræben kunne henføres til dem, opfattede han som afskyligt, som blot førende til revolution, og i de andre europæiske magters kamp imod det revolutionære Frankrig så han "en hellig Krig".

## Trykkefrihedens bekæmper
Allerede som forkæmperen for statens autoritet havde han fra tidlig tid været uvillig stemt imod al politisk kritik, og han har talt med bitterhed både om den "ubillige Holsteinismus", om "Kjøbenhavns Sludder" og om "de foragtelige Christianiæ Raisonneurs". Det varede heller ikke længe, efter at han havde fået magten, inden han arbejdede på at tøjle den af Struensee løsslupne presse.
Han indførte ikke censur, men det var nu slut med den forholdsvis ubegrænsede trykkefrihed, som den fandtes under Struensee, – strenge straffe for overtrædelser af trykkefrihedens grænser indførtes ved reskript af 20. oktober 1773. Dette reskript var dog også blevet anbefalet af Kancelliet. Reskriptet gav den lokale politimester en vilkårlig myndighed til at skride ind imod den, og adskillige særlige reskripter imod enkelte forfattere forøgede usikkerheden for pressen.
Intet kunne derfor mindre passe til hans synsmåde end den frisindede holdning, som regeringen efter 1784 indtog over for pressen. Jo mere denne virkede til at udbrede både frihedsideer og fritænkerske meninger, jo mere den derved gjorde sit til at skabe, hvad han kaldte "det forroste 18. Seculi liderlige Ende", desto mindre kunne han forstå regeringens holdning. "Ve dem," skrev han i et brev 1797, "der undlade at bruge den Magt, Gud har lagt i deres Haand."

## Vurdering
Med så stokkonservative meninger og en så stor bornerthed i sin synsmåde kunne Høegh-Guldberg umuligt være en fremragende statsmand. Og når han som den ledende i regeringen ville angive de rette grundsætninger både for den ydre politik og for finansstyrelsen, får man lige så lidt indtryk af en overlegen ånd. Det lader sig ej heller nægte, at den absolutistiske magt, som han mente staten stod sig bedst ved at lyde, fristede ham selv til vilkårligheder, da han var herre over den. Men hvor meget man end kritiserer hos Høegh-Guldberg, ville det være ubilligt at overse, at hans opfattelse af vanskelighederne ved at frigøre bondestanden deltes af dygtige samtidige statsmænd i andre europæiske lande. Man må heller ikke glemme, at han ingenlunde var konservativ i den forstand, at han ikke skulle kunne se, at der trængtes til forbedringer på flere områder. Hans reform af det lærde skolevæsen ved forordningen af 11. maj 1775 betegnede et afgjort fremskridt, og han syslede med tanker om forskellige reformer i den nærmeste tid inden sit fald. Men først og fremmest bør det erindres, at i én, og det meget vigtig, henseende var hans styrelse et stort gode, nemlig ved den varme danske, fædrelandssindede ånd, der besjælede ham. Det er ikke for meget sagt, at det er ham, der har gjort vor kongefamilie dansk. Først fra hans tid kom siden Christian IV's dage vort modersmål på sin rette plads ved hove. Som han sikkert havde del i, at der blev gjort ende på, at tysk var kommandosprog ved Hæren, således indførte han undervisning i det danske sprog i skolerne, og han lod Ove Mallings Store og gode Handlinger af Danske, Norske og Holstenere tjene som læsebog både for at støtte denne undervisning og for at nære fædrelandssindede følelser. Det pegede i lignende retning, når han fik rejst mindestene over fortjente mænd ved Jægerspris Slot, når han ville have Videnskabernes Selskabs ordbog helt affattet i "det kjære danske Sprog", og når han syslede med tanken om at få oprettet en stående national hær. Desuden indførte han, at dansk skulle være administrationens officielle sprog.

## Indfødsretten
Høegh-Guldbergs væsentligste dansk-nationale arv er indførelsen af indfødsretten 15. januar 1776, som dog også blev støttet af Schack-Rathlou. Den fastslog, at embeder i staten først og fremmest skulle tildeles personer, som var født i fædrelandet, altså Danmark-Norge.
Selv om indfødsretten sikrede Guldberg-styret en almindelige popularitet i befolkningen, var det ikke kun fordi, det var opportunt for Høegh-Guldberg, at han indførte den. Det nationale havde længe været en af Høegh-Guldbergs hjertesager.

## Pligtfølelse, loyalitet og generøsitet
Til dette smukke og gode må føjes, at han ikke blot i sine private forhold var en meget elskværdig mand, men at hans fædrelandssind også fandt sit udtryk i en stor personlig uegennyttighed, hvad penge angik, og i en uovertræffelig pligtfølelse. Det gør et såre tiltalende indtryk at se ham, efter at forordningen om stavnsbåndets ophævelse var givet, med den største loyalitet gå ind på dens gennemførelse. "Naar nu", skrev han i et brev, "Stavnsbaandet er løsnet, og Mennesket, der af Naturen er fri, er ved Lovgiverens hellige Ord kaldet tilbage til en lovbestemt Frihed, saa ve den, der nu ville krænke eller underminere den helligen forsikrede Rettighed, den, jeg nu anser som et væsentligt Stykke af Landets Konstitution, og derfor glæder mig over, at dette Stykke faar sin gode og faste Indfletning i de øvrige Dele." Da han kort efter sit fald 1784 skrev til en god ven: "Staten er det blivende; vi andre, hvem vi end ere, ere kun Trækfugle", udtalte han, hvad der var hans oprigtige mening. For ham var staten og fædrelandet alt. Det er hans ære, hvad man så end kan kritisere hos ham som statsmand.

## Høegh-Guldberg som teologisk forfatter
Ove Høegh-Guldberg har, før han kom ind på statsmandsbanen, øjensynlig tænkt at bane sig en vej som teologisk forfatter. Det spørgsmål, der i hans unge dage fyldte teologernes sind, var kampen mod fritænkeriet, og det var også som deltager i denne, Høegh-Guldberg begyndte sin forfattervirksomhed. I 2. del af Peder Rosenstand-Goiskes Billige Tanker om ubilligt Fritænkeri (1753) findes der 2 breve; i det 1. fremsættes der nogle tvivl mod kristendommens lære, i det 2. takkes der for besvarelsen, hvorved tvivlene er overvundne. Disse breve er forfattede af Høegh-Guldberg, og i En omvendt Tvivlers Levnedsbeskrivelse (1760) skildrede han siden den mands liv, der skulle have skrevet dem. Det delvist selvbiografiske værk beskriver, hvordan en deist bliver omvendt til den rationalistiske kristendom. Det får stå hen, om han selv har næret tvivlene, eller om han blot har tænkt sig ind i tvivlerens tankegang. Bogen vil ikke kunne gøre indtryk på nutidslæsere; vi forstår ikke, hvorfor den skildrede mands opdragelse gør ham til fritænker, og endnu mindre, hvorfor han lidt efter lidt bliver troende igen, men allermindst, at de tørre demonstrationer i Rosenstand-Goiskes skrifter gør det af med den sidste rest af hans vantro. Høegh-Guldberg har allerede her og i et lignende skrift det næste aar indtaget det standpunkt, han hele sit liv bevarede. Det er den wolffiske filosofis opfattelse, at der umuligt kan være strid mellem den sunde fornuft og den kristne lærdom; fritænkeriet er kun vildfarende fornuft, og det eneste virkelige omvendelsesmiddel er ræsonnementet.
Det er på det samme standpunkt, han står i sin Den naturlige Theologi (1765). Denne skal tjene til at "grundfæste Ungdommen i den allerhelligste Sandhed og vise dem det faste Baand, som er imellem den sunde Fornufts og den hellige Skrifts Lærdomme". Den naturlige teologi når til at bevise en åbenbarings nødvendighed og fastsætte de egenskaber, som denne, det vil sige Bibelen, må have. På dette grundlag fortsættes der så i Den aabenbarede Theologi (1773), hvor da skriftens lære fremsættes i overensstemmelse med kirkelæren. Begge bøger er affattede som grundlag for den undervisning, han gav arveprinsen. Deres fortrin er, at de var den første læselige, populære fremstilling af den kristne tros indhold.
Da Høegh-Guldberg fik indflydelse på statsstyrelsen, var det ham magtpåliggende at fremdrage mænd, der som Nicolai Edinger Balle ville forene tidens videnskabelige fremskridt med bevarelsen af kirkelæren. Han skaffede også Andreas Birch understøttelse til sin kritiske udgave af Det nye Testamente, og det var ham en stor sorg, at dette værk standsede, da der efter Schack-Rathlous afgang 1788 ikke længere var nogen, der interesserede sig for det. Selv samlede Høegh-Guldberg tillige med biskop Ludvig Harboe den salmebog (1778), der også i almindelighed kaldes med hans navn. Dens officielle titel er Psalme-Bog eller En Samling af gamle og nye Psalmer. Det viste sig her, hvor lidt sans han havde for kristendommens historiske side; thi det gik stærkt ud over de bedste af festsalmerne, og da opgaven tillige var at optage "Lovsalmer fulde af den højestes Tilbedelse og da især gjorte i Davids Aand", løstes den ved at benytte Birgitte Boyes salmer i rigt mål. Denne salmebog fik kun et meget kort liv.
Som stiftamtmand i Aarhus tog Høegh-Guldberg igen fat på teologien. Han udgav 1785 en Tidsbestemmelse af det nye Testamentes Bøger og 1794 Det nye Testamente med Anmærkninger (2 bind). Ved dette håbede han selv at have rejst "et Bulværk mod Fritænkeriets Nyheder"; men skribenten delte skæbne med statsmanden; det lykkedes ham hverken på det ene eller det andet område at dæmme mod den nye tids tanker.

## Familie
Han blev gift første gang 30. juli 1762 på Bygholm Mølle med Cathrine Marie Nørlem (født 30. april 1736 på Bygholm Mølle, død 1. januar 1763 i Sorø), datter af forvalter på Bygholm Peder Jensen Nørlem (1680-1738) og Christentze Hansdatter Lessow (1701-1769). Han blev gift anden gang 10. februar 1769 i Christiansborg Slotskirke med Lucie Emmerentze Nørlem (født 12. marts 1738 på Bygholm Mølle, død 5. september 1807 på Hald), søster til hans første hustru.
Børn:
- Juliane Marie Høegh-Guldberg (1770-1856), gift med Baron Vilhelm Gyldenkrone
- Frederik Høegh-Guldberg (1771-1852), forfatter
- Jørgen Høegh-Guldberg (1773-1785)
- Peder Høegh-Gildberg (1774-1774)
- Peder Høegh-Guldberg (1776-1809), litterat
- Christian Høegh-Guldberg (1777-1867), officer
- Julius Høegh-Guldberg (1779-1861), officer
- Ferdinand Høegh-Guldberg (1780-1781)

## Mindesmærker mm.
Ove Høegh-Guldberg blev begravet på Finderup Kirkegård. På graven er der en granitsten med inskription, og i kirken er indsat en hvid marmorsten med indskriften: “Blandt kirkegårdens døde hviler Ove Høeg-Guldberg ved sin hustrus side”.
I Aarhus er Høegh-Guldbergs Gade ved Vennelystparken, hvor Aarhus Universitet ligger, opkaldt efter Ove Høegh-Guldberg. Tilsvarende er Guldbergsgade på Nørrebro i København opkaldt efter ham. På Horsens Havn minder en tavle om taknemmelighed til Høegh-Guldberg for oprensningen af havnen og også her findes en gade Høegh Guldbergs Gade, opkaldt efter ham.

## Gengivelser
- Portrætmaleri forestillende Høegh-Guldberg uden ordensbånd
- Miniature af Cornelius Høyer udstillet 1778. Tegning af samme fra 1779 (Den Kongelige Kobberstiksamling). Tegning af samme (Det Nationalhistoriske Museum på Frederiksborg Slot), forarbejde til miniature af samme (sammesteds), kopieret af P.H.B. Lehmann på vase (sammesteds) og tegnet kopi (?) af Wilhelm von Haffner fra 1780 (sammesteds)
- Afbildet på Wilhelm von Haffners tegning af selskab hos kongen på Christiansborg Slot (1781, De Danske Kongers) og med familien på tegning af samme (1782)
- Portrætmaleri af Jens Juel (Horsens Statsskole), kopi (Aarhus Katedralskole), stukket af C.G. Geyser 1781, af J.F. Clemens 1782, træsnit efter tegning af Carl Bloch fra 1855 samt 1872 og litografi 1868
- Buste af Anton Carl Luplau (1781)
- Buste af Luigi di Giuseppe Grossi (1782, Rigsarkivet og Frederiksborgmuseet), figur af samme samme år (Sorø Kunstmuseum)
- Relief af Peter Leonhard Gianelli (1784, Frederiksborgmuseet)
- Miniature og silhouetter (Frederiksborgmuseet)
- Fremstillet samme med Johan Herman Wessel på maleri af Wilhelm Marstrand 1863 og senere, tegning af samme
- Spillet af David Dencik i den danske spillefilm En kongelig affære fra 2012